# 莫凡 (作曲家)
莫凡（1949年5月—），生於杭州市，中国作曲家。文革期间，莫凡前往黑龙江插隊並且自学如何作曲。1979年考入上海音乐学院。 後來成為中國廣播藝術團駐團作曲家。